# Ејми Макдоналд
Ејми Елизабет Макдоналд (енгл. Amy Elizabeth Macdonald; Бишопбригс, 25. август 1987) је шкотска кантауторка. Њен први албум This Is the Life објављен је 30. јула 2007, а продат је у 2,4 милиона примерака.

## Дискографија

### Студијски албуми
- (2007)
- (2010)
- (2012)
- (2017)
- (2020)

### Албуми уживо
- (2007)
- (2010)
- (2011)
- (2017)

### Компилације
- (2018)